# Île Kolioutchine
L'île Kolioutchine (en russe : Остров Колючин) est une petite île russe de la mer des Tchouktches. Elle est située à 11 km du littoral de la péninsule Tchouktche, dans le nord-est de la Sibérie. 
L'île a seulement 4,5 km de longueur et 1,5 km de large. Elle est couverte par une végétation de toundra. Il y a un petit établissement de Tchouktches à l'extrémité méridionale de l'île, appelé Kolioutchino.
En septembre 1933, le brise-glace soviétique Tcheliouskine fut pris dans la banquise près de l'île Kolioutchine. Les passagers et membres d'équipage furent récupérés par avion au cours d'une opération de sauvetage très médiatisée, qui fit du capitaine Vladimir Voronine et du chef de l'expédition Otto Schmidt des héros.
Administrativement, l'île Kolioutchine dépend du district autonome de Tchoukotka.